# Techstep
Techstep är en genre inom elektronisk musik. Den liknar drum and bass men är snabbare och har större fokus på trummorna, oftast starkt synkoperad.